# Pseudoblepharisma
A Pseudoblepharisma a csillósok (Ciliophora) Heterotrichea kládjának nemzetsége, mely többnyire oxigénhiányos édesvízi élőhelyeken található. A legtöbb forrás szerint 1 faja van, a Pseudoblepharisma tenue, de legalább 4 faj szerepelt különböző forrásokban. 2022-ig nem volt ismert kultúrája.
A Pseudoblepharisma tenue fajt először Németországban írta le Alfred Kahl Blepharisma tenuis néven egy Simmelriedben lévő lápvidékben, de évtizedekig nem vettek róla tudomást. 2006-ban kimutatták, hogy a németországi csoport két szimbionta baktériumfajjal rendelkezhet, egy bíborral és egy zölddel. Mindkettőnél igazolták a fotoszintézist, az egyik egy meg nem nevetett Chlorella-faj K10 tagja, vagyis Chlorophyta-tag, melyet korábban a Hydra viridissima szimbiontájaként is kimutattak, a bíbor Thiodictyon intracellulare (Chromatiaceae), tehát a Chromatiales tagja, és genomja legközelebbi ismert rokonaiéhoz képest fele akkora, a nitrogén- és kénanyagcsere génjeit elvesztette, akárcsak a hidrogén-szulfid fotoszintézishez elektrondonorként való használatát. E háromtagú szimbiózis összetettsége viszonylag új.
A csillós sötétben valószínűleg aerob környezeteket kedvel, és mivel mixotróf, feltehetően nem oxigéntermelő fotoszintetikus endoszimbionta baktériumai teszik lehetővé anoxiás környezetekbe kerülését, ahol az ott élő zsákmányát eheti.
Európai kutatások egy változatot is említenek, a csak zöld szimbiontákkal rendelkező P. tenue var. viridét. 2022-ben egy, e leírásoknak megfelelő kládot találtak Florida édesvízi élőhelyében. Ez a kétszínű csoporttal szemben héjat épít maga körül.
A jelenlegi rendszertan a 18S rRNS-en alapulónak nem felel meg, utóbbi szerint a nemzetség a Spirostomum testvérnemzetsége.

## Történet
1926-ban írta le Kahl. Adl  et al. 2019-es rendszertanában nem szerepel.
Muñoz-Gómez  et al. 2021-ben kimutatták, hogy fotoszintetikus endoszimbiontái osztódnak, így feltehetően vertikálisan képesek öröklődni.

## Genetika
Bakteriális endoszimbiontái erősen redukált genomúak – például a kéndisszimiláció ismert génjeit elvesztették –, és feltehetően a Chromatiaceae egyik fajához (Thiodictyon intracellulare) tartoznak. Magi DNS-e legalább 35 650 456, mtDNS-e 78 676, a zöldmoszat ptDNS-e 145 783, a T. intracellulare DNS-e 2 900 000 bp hosszú.:S13, S14
A T. intracellulare genomja kevesebb mint fele akkora, mint legközelebbi rokonáé, a Thiodictyon syntrophicumé – ez utóbbi faj genomja 7,74 Mbp hosszú –, és kevesebb mint fele annyi gént tartalmaz: a T. intracellulare 3141, a T. syntrophicum 6771 génből áll, ami megfelel az endoszimbionta életmódnak, és jelentős génveszteség és pszeudogenizáció kísérte. Például a T. intracellulare nem képes szulfid (például sqrD, sqrF), elemi kén (dsrA, dsrB) vagy tioszulfát (soxY, soxZ) oxidálására, ez megfelel a benne lévő kéngömbök hiányának. Továbbá karbamid-hidrolízisre és nitrogénkötésre se képes, de gazdájától szerezhet nitrogént, mivel megmaradtak glutamát-, ammónium- és aszpartáttranszporterei. Ezenkívül számos szén- és energia-anyagcserében (például fotoszintézis (fotorendszer, fényhasznosító antennák), szénkötés (RuBisCO, Calvin-ciklus), hipoxia melletti légzés (citokróm cbb3), fermentáció (piruvát:ferredoxin-oxidoreduktáz, Hox [NiFe]-hidrogenáz), szénfölösleg glikogén- és polihidroxialkanoát-szemcsékkénti tárolása) fontos gén is fennmaradt.

## Filogenetika
A Spirostomum testvércsoportja. Kettős fotoszimbiózisa evolúciójának megértését a Spirostomum nemzetség is segítheti.
Shazib  et al. 2025-ös tanulmánya szerint a 18S rDNS és a COX1 gének alapján a kompakt makronukleusz ősi, míg a többi Heterotrichea-nemzetségben lévő gyöngysorszerű makronukleusz levezetett lehet.

## Morfológia
A Spirostomum és a Pseudoblepharisma hasonló morfológiájúak, de előbbi gyakran nagyobb, és kontraktilisebb. Mivel mitokondriumai nem redukáltak, nem anaerob a legszigorúbb értelemben, noha az endoszimbionta baktérium anaerob légzésre képes. Makronukleusza ellipszoid alakú, és kompakt. Fagocitózisra képes, mert emésztő űröcskéiben részben megemésztett anyagok vannak, melyek nem az endoszimbiontákból származnak. A Blepharisma-fajokkal szemben nincs jól látható unduláló membránja a perisztóma mentén.

## Életciklus
Életciklusa nagyrészt ismeretlen. Gömbölyű sejtjei vékony falú lehetséges nyugvó ciszták 2 makronukleusszal.

## Ökológia
Megtalálható ideiglenes és állandó tavakban. Mivel autotróf endoszimbiontái mellett képes fagocitózisra is, mixotróf, és mivel bakteriális endoszimbiontái anaerob, nem oxigéntermelő fotoszintetikus baktériumok, megtalálható oxigéntartalmú és oxigénhiányos környezetekben egyaránt. A T. intracellulare az első ismert fotoszintetikus endoszimbionta kénbaktériumfaj.
Bár mitokondriumai alapvetően aerobok, amit kiemelkedő cristái is mutatnak, és a csillósokra jellemző mitokondriális genom is fennmaradt bennük, a Pseudoblepharisma feltehetően képes mitokondriális fermentációra fumarátot elektronakceptorként használva fordított II. komplexszel és rodokinonnal, ennek végterméke acetát és propionát.